# Hájske
Hájske es un municipio del distrito de Šaľa en la región de Nitra, Eslovaquia, con una población estimada a final del año 2024 de 1315 habitantes.
Se encuentra ubicado al oeste de la región, cerca del río Váh (cuenca hidrográfica del Danubio) y de la frontera con la región de Trnava.

## Demografía
| Año        | 1994 | 2004    | 2014    | 2024    |
| ---------- | ---- | ------- | ------- | ------- |
| Población  | 1374 | 1365    | 1323    | 1315    |
| Diferencia |      | −0,65 % | −3,07 % | −0,60 % |

| Año        | 2023 | 2024    |
| ---------- | ---- | ------- |
| Población  | 1324 | 1315    |
| Diferencia |      | −0,67 % |